# Verena Becker
Verena Christiane Becker (* 31. Juli 1952 in Berlin) ist ein ehemaliges Mitglied der terroristischen Vereinigungen Bewegung 2. Juni und Rote Armee Fraktion (RAF). 1977 wurde sie in Stuttgart-Stammheim wegen Mordversuchs an zwei Polizisten zu lebenslanger Freiheitsstrafe verurteilt. Während ihrer Haft war sie zeitweise Informantin des Verfassungsschutzes. 1989 wurde sie begnadigt. Wegen Beihilfe zum Mord an Generalbundesanwalt Siegfried Buback wurde sie 2012 zu weiteren vier Jahren Freiheitsstrafe verurteilt.

## Leben

### Mitgliedschaft in der „Bewegung 2. Juni“
Mit 19 Jahren schloss sich Verena Becker gemeinsam mit ihrer Freundin Inge Viett der Bewegung 2. Juni in Berlin an. Wenige Monate später, am 21. Juli 1972, wurde sie verhaftet. Wegen Beteiligung an einem Bombenanschlag auf den Berlin British Yacht Club in Berlin-Gatow, bei dem der Club-Bootsmann Erwin Beelitz starb, wurde sie 1974 zu einer Jugendstrafe von sechs Jahren verurteilt.
Durch die Entführung des Berliner CDU-Vorsitzenden Peter Lorenz wurde Becker am 27. Februar 1975 zusammen mit vier weiteren Terroristen von der Bewegung 2. Juni freigepresst. Gemeinsam mit Gabriele Kröcher-Tiedemann, Ingrid Siepmann, Rolf Heißler und Rolf Pohle wurde sie in die Demokratische Volksrepublik Jemen ausgeflogen.
Becker schloss sich im Anschluss der Roten Armee Fraktion (RAF) an.

### Erneute Verhaftung und Verurteilung
Am Morgen des 3. Mai 1977 wurde Verena Becker zusammen mit Günter Sonnenberg in Singen einer Personenkontrolle im „Café Hanser“ unterzogen. Becker und Sonnenberg waren am Vorabend per Bahn von Bonn nach Singen gereist und wollten über die grüne Grenze in die Schweiz fliehen. Als sie sich nicht ausweisen konnten, begleiteten zwei Polizisten sie zu ihrem Fahrzeug. Um sich der Festnahme zu entziehen, schossen Sonnenberg und Becker auf die beiden Polizisten. Beide Polizisten wurden verletzt, der Beamte Wolfgang Seliger lebensgefährlich, nachdem Sonnenberg mehrfach aus kurzer Entfernung auf ihn schoss, bis das Magazin seiner Pistole leer war. Die beiden Polizisten gaben bei dem Vorfall keinen Schuss ab. Durch Kapern eines vorbeifahrenden Opel Ascona konnten Becker und Sonnenberg fliehen, wurden jedoch nach einer Verfolgungsjagd und einem erneuten Schusswechsel, bei dem Günter Sonnenberg in den Hinterkopf und Verena Becker in den Unterschenkel getroffen wurde, festgenommen. Bei Becker wurde die Tatwaffe sichergestellt, die bei dem Mord an Generalbundesanwalt Siegfried Buback und seinen beiden Begleitern Wolfgang Göbel und Georg Wurster benutzt worden war.
Am 28. November 1977 begann in Stuttgart-Stammheim der Prozess gegen Verena Becker. Einen Monat später wurde sie wegen Mordversuchs zu lebenslanger Freiheitsstrafe verurteilt. Nach zwölf Jahren Haft wurde sie von dem damaligen Bundespräsidenten Richard von Weizsäcker begnadigt. Sie verließ am 30. November 1989 – dem Tag des tödlichen RAF-Attentats auf Alfred Herrhausen – ohne öffentliches Aufsehen die Justizvollzugsanstalt Willich.

### Mordfall Siegfried Buback und Prozess
Am 21. April 2007 wurde bekannt, dass Verena Becker in den 1980er Jahren ausgesagt hatte, RAF-Mitglied Stefan Wisniewski sei bei der Ermordung Siegfried Bubacks der Todesschütze gewesen. Vermutungen, eine Frau sei am Anschlag beteiligt gewesen, kamen bereits früh auf. 2007 wurde diese These erneut von Michael Buback und vom SWR geäußert.
Seit April 2008 ermittelte die Bundesanwaltschaft erneut gegen Verena Becker. Eine erste DNA-Analyse hatte sie zunächst von diesem Verdacht entlastet. Am 20. August 2009 wurde seitens der Bundesanwaltschaft das Auffinden von DNA-Spuren Verena Beckers am Bekennerschreiben zum Mord an Generalbundesanwalt Buback bekannt gegeben. An den Laschen der Briefkuverts, mit denen die Bekennerschreiben verschickt wurden, und auf den Briefmarken konnten Speichelspuren von ihr nachgewiesen werden. Daraufhin wurde ihre Wohnung durchsucht. Am 27. August 2009 wurde Verena Becker aufgrund des dringenden Tatverdachts, am Mordanschlag auf Siegfried Buback beteiligt gewesen zu sein, festgenommen und in ein Berliner Untersuchungsgefängnis eingeliefert. Am Tag darauf wurde ein Haftbefehl gegen sie erlassen. Becker wurde vom Bundesamt für Verfassungsschutz befragt und machte Aussagen zur Sache.
Am 23. Dezember 2009 wurde der Haftbefehl aufgrund ihrer Haftbeschwerde vom 11. November 2009 vom Bundesgerichtshof aufgehoben und Becker aus der Untersuchungshaft entlassen. Die BGH-Richter bewerten Beckers Tatbeteiligung eher als Beihilfe, zwingend erforderliche Haftgründe zur Anordnung der Untersuchungshaft seien nicht mehr vorhanden. Am 8. April 2010 erhob der Generalbundesanwalt Anklage beim Oberlandesgericht Stuttgart. Gleichzeitig teilte die Bundesanwaltschaft mit, dass sie seit März auf fast alle bis dahin gesperrten Akten des Bundesverfassungsschutzes zu dem Buback-Attentat zugreifen könne. Zur Last gelegt wurde der Angeklagten unter anderem, dass sie bei den konkreten Tatplanungen 1976/77 permanent dafür eingetreten sei, den Mordanschlag durchzuführen. Mit zwei weiteren RAF-Mitgliedern habe sie am 6. April 1977 den Ort des geplanten Attentats in der Karlsruher Innenstadt ausgespäht. 33 Jahre nach dem Mord an Generalbundesanwalt Siegfried Buback wurde am 30. September 2010 vor dem 6. Strafsenat des Oberlandesgerichtes in einem ausgelagerten Gerichtssaal in der JVA Stuttgart-Stammheim die Hauptverhandlung eröffnet.
Im Rahmen einer Diskussion um das von Wolfgang Kraushaar vorgelegte Buch Verena Becker und der Verfassungsschutz erklärte der ehemalige Chef-Reporter der Bild-Zeitung, Nils von der Heyde, am 14. Februar 2011 im Hamburger Institut für Sozialforschung, dass der verstorbene damalige Abteilungsleiter des Landesverfassungsschutzes in Hamburg, Christian Lochte, ihm unmittelbar nach der Tat im Jahre 1977 mitgeteilt habe, dass Verena Becker den Generalbundesanwalt Buback erschossen habe. „Geballert hat die Sola“, habe dieser berichtet. Sola war der Deckname Verena Beckers während ihrer Zeit bei der Bewegung 2. Juni. Bei derselben Veranstaltung wies Michael Buback darauf hin, dass in den Medien immer wieder unzutreffend berichtet werde, Becker sei wegen Mordes angeklagt. Tatsächlich aber beziehe sich die Anklage nur auf „wesentliche Beiträge zur Vorbereitung und Durchführung des Anschlags (...) und im Rahmen des Nachtatgeschehens“, wodurch die Verhandlung eingeschränkt werde.
In einer am 14. Mai 2012 vor dem Oberlandesgericht in Stuttgart verlesenen persönlichen Erklärung bestritt Verena Becker jede Beteiligung am Mordanschlag auf Buback. Sie habe sich zum Tatzeitpunkt im Jemen aufgehalten. Im Verlauf des Verfahrens kamen Bundesanwaltschaft und Verteidigung überein, dass Becker 1977 nicht auf dem Motorrad gesessen haben kann, von dem aus Siegfried Buback erschossen wurde. Ihre Verteidiger Walter Venedey und Hans Wolfgang Euler forderten in ihrem Schlussplädoyer daher einen Freispruch für die Angeklagte. Die Bundesanwaltschaft hatte zuvor eine Freiheitsstrafe von vier Jahren und sechs Monaten wegen Beihilfe zum Mord gefordert.
Am 6. Juli 2012 wurde Becker wegen Beihilfe zum Mordanschlag auf Buback sowie zwei Begleiter des Generalbundesanwalts schuldig gesprochen und zu einer Freiheitsstrafe von vier Jahren verurteilt. Zweieinhalb Jahre galten aber bereits aufgrund einer früheren Verurteilung zu lebenslanger Haft als vollstreckt. Die Revision beim Bundesgerichtshof blieb erfolglos, das Urteil wurde somit rechtskräftig. Da zusätzlich auch die vier Monate Untersuchungshaft angerechnet wurden, verblieb eine Reststrafe von einem Jahr und zwei Monaten. Am 12. Februar 2014 setzte das OLG Stuttgart diese Reststrafe zur Bewährung aus.
Im Fall des ermordeten Generalbundesanwalts Siegfried Buback beantragten dessen Sohn Michael Buback und der Bruder des Ermordeten 2015 ein Ermittlungserzwingungsverfahren gegen das frühere RAF-Mitglied Siegfried Haag und eine weitere Person, scheiterten jedoch an den formalen Zulässigkeitshürden dieser Verfahrensart. Ein öffentliches Gerichtsverfahren fand somit nicht statt.

### Kritische Stimmen zum neuen Prozess

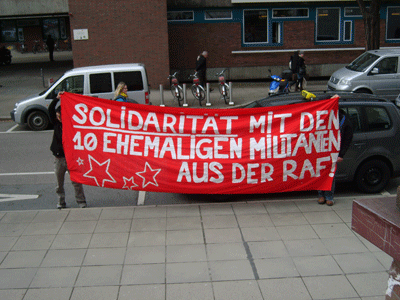
Protest während des Prozesses

Der Politikwissenschaftler Wolfgang Kraushaar hat sich, auch im Rahmen seiner einschlägigen Buchpublikation, intensiv mit dem Fall Becker, deren möglicher Rolle bei dem Attentat auf Buback und der Involvierung des Verfassungsschutzes beschäftigt. Er nahm im Jahr 2011 als Beobachter am Prozess gegen Becker teil und kommentierte, dass nach seiner und der Ansicht anderer Prozessbeobachter dabei „der Staat die Angeklagte verteidigt“. Es sei eine „Perversion des Rechtsstaats, wenn der Vertreter der Anklage insgeheim die Interessen der Angeklagten, in diesem Fall einer Exterroristin, vertritt“. Im Juni 2011 betitelte er einen Zeitungsartikel über den Prozess „Ein RAF-Prozess als Farce“.
Zu der Frage, ob Becker schon früher als bekannt mit dem Verfassungsschutz gearbeitet haben könnte und ob dieser mehr Einfluss als bekannt auf die Entwicklung des Terrorismus genommen haben könnte, meinte Kraushaar:

„Geheimdienste, westliche wie östliche, sind nach wie vor die große Unbekannte in der Entstehung und Entwicklung des Terrorismus, des bundesdeutschen ebenso wie des mit ihm verflochtenen internationalen Terrorismus. Wenn es der Forschung nicht gelingt, die diversen Schnittstellen zwischen Geheimdiensten und terroristischen Organisationen zu erhellen, dann wird die historische Darstellung - etwa die der RAF - höchst unzureichend bleiben. Ich bin allerdings - um das gleich vorweg festzuhalten - nicht der Ansicht, dass sich die RAF, die Bewegung 2. Juni, die Revolutionären Zellen und andere terroristische Gruppen auf als von Geheimdiensten ferngesteuerte Elemente reduzieren lassen.“

Dabei sei erwiesen, dass der Verfassungsschutz schon früher Einfluss auf die linksradikale Szene genommen habe. Als Beispiel für diesen Einfluss nannte Kraushaar – was auch im Prozess von Nebenklage und dem Zeugen Baumann (siehe unten) vorgebracht wurde – die nur zum Teil geklärte Rolle des Verfassungsschutz-V-Manns Peter Urbach, der Ende der 1960er Jahre im Übergang von der Studentenbewegung zu den ersten Berliner Untergrundgruppierungen wie der RAF als eine Art Agent Provocateur aufgetreten sei. Urbach hatte Ende der 1960er Jahre unaufgefordert zahlreiche Bomben und vereinzelt Waffen an die Studentenszene geliefert, unter anderem eine Browning-Pistole vom Kaliber 9 mm an den RAF-Mitgründer Horst Mahler.
Im Becker-Prozess sagte auch Michael „Bommi“ Baumann als Zeuge aus, der Becker ursprünglich für die Bewegung 2. Juni rekrutiert hatte. Er brachte unter anderem vor, warum Becker seiner Meinung nach schon deutlich früher als 1977 – also noch vor dem Mord an Buback – mit dem Verfassungsschutz zusammengearbeitet haben könnte. Kraushaar wies darauf hin, dass Anklage und Verteidigung nichts unterlassen hätten, um den nach eigener Aussage opiatabhängigen Baumann als Zeugen völlig unglaubhaft erscheinen zu lassen. So sei die Tatsache, dass sich Baumann in einem Drogenersatzprogramm befände, nicht erwähnt worden, und der Unterschied zwischen Methadon und Heroin gar nicht erörtert worden. Kraushaar hatte den Eindruck, die Staatsanwaltschaft wolle zuvorderst, dass er als in seiner Wahrnehmungsfähigkeit eingeschränkt und insofern als unzuverlässig gelten würde. Die Tatsache, dass man es in Baumanns Person mit jemandem zu tun hätte, der sich im Unterschied zu den meisten anderen Ehemaligen glaubwürdig vom Terrorismus distanziert habe, sei dagegen keinerlei Erwähnung wert gewesen:

„Auffällig war wieder einmal, wie sehr sich Bundesanwalt Hemberger darauf konzentrierte, Zeugen nach allen Regeln anwaltlicher Kunst auseinanderzunehmen, geradezu zu demontieren. Angesichts dieser Einstellung drängte sich erneut der Eindruck auf, als sei er der wirkliche Verteidiger Verena Beckers. Nun konnte er [Baumann] sagen, was er wollte, jegliches Nachhaken erübrigte sich von selbst. Alles war durch das Bekenntnis zum Drogenkonsum zur Genüge diskreditiert. Der Zeuge Baumann - darin schien sein [des Staatsanwalts] insgeheimes Resümee zu bestehen - konnte von der Staatsanwaltschaft unter den erledigten Fällen abgebucht werden.“

Baumann selbst meinte dazu, er habe mehrfach das Gefühl gehabt, dass er der eigentliche Angeklagte sei, wenn er zur möglichen Rolle des Verfassungsschutzes befragt worden sei. Etwas Derartiges habe er „noch nie erlebt.“